# Pyrobombus
Sous-genre
Pyrobombus est un sous-genre de bourdons du genre Bombus. 

## Espèces
- Bombus abnormis
- Bombus ardens
- Bombus avanus
- Bombus beaticola
- Bombus bifarius
- Bombus bimaculatus
- Bombus biroi
- Bombus brodmannicus
- Bombus caliginosus
- Bombus centralis
- Bombus cingulatus
- Bombus ephippiatus
- Bombus flavescens
- Bombus flavifrons
- Bombus frigidus
- Bombus haematurus
- Bombus huntii
- Bombus hypnorum
- Bombus impatiens
- Bombus infirmus
- Bombus infrequens
- Bombus jonellus
- Bombus kotzschi
- Bombus lapponicus
  - Bombus lapponicus sylvicola
- Bombus lemniscatus
- Bombus lepidus
- Bombus luteipes
- Bombus melanopygus
- Bombus mirus
- Bombus mixtus
- Bombus modestus
- Bombus monticola
- Bombus oceanicus
- Bombus parthenius
- Bombus perplexus
- Bombus picipes
- Bombus pratorum
- Bombus pressus
- Bombus pyrenaeus
- Bombus rotundiceps
- Bombus sandersoni
- Bombus sitkensis
- Bombus sonani
- Bombus subtypicus
- Bombus ternarius
- Bombus vagans
- Bombus vandykei
- Bombus vosnesenskii
- Bombus wilmattae